# 愛宕神社 (上尾市堤崎)
愛宕神社（あたごじんじゃ）は、埼玉県上尾市の神社。

## 歴史
1697年（元禄10年）頃に創建された。当時、感染症が流行しており、その悪疫退散のために神社を創建したという。隣にあった「地蔵院」が別当寺であった。地蔵院は曹洞宗の寺院であったが、明治初期の神仏分離により、廃寺に追い込まれた。旧地蔵院の仏像は境内の一角にある「地蔵堂」の中に安置されている。
1873年（明治6年）、近代社格制度に基づく「村社」に列せられた。1961年（昭和36年）に旧社殿の老朽化が激しかったため、新たに新築された。

## 交通アクセス
- 路線バス運輸支局前停留所より徒歩19分。